# Bartella
Bartella (en arabe : برطلّة) est une ville située en Irak à l'est de Mossoul. Elle est située dans la province de Ninive.
Avant l'invasion de l'État islamique, en août 2014, elle comptait 30 000 habitants, principalement chrétiens (syriaques orthodoxes et chaldéens). 
Fin octobre 2016, la ville est reconquise par l'armée irakienne, de très importantes destructions empêchent tout projet de réinstallation à court terme.